# Hasseris Å
Hasseris Å er et mindre vandløb i det nordlige Himmerland, lidt vest for Aalborg. Åen har udviklet sig fra at være en kilde til vandkraft over at være vandforsyning til Aalborg til nu at være drænkanal for landbruget.:42-43

## Udspring
Åen udspringer i præstegårdsdammen i Øster Hornum i ca. 35 m over havet.:5

## Vandkraft
Hovedparten af højdetabet sker på den første halvdel af vandløbetslængde mellem Øster Horum og Store Restrup. Det har givet anledning til udnyttelse af vandkraft på især denne del:
- Ved udspringet i Øster Hornum blev under 1. Verdenskrig (ca. 1915) etableret et lille elektricitetsværk med tilhørende dam. Værket blev erstattet af højspænding allerede i 1921-22.[1]:7-9 Dammen findes stadig i Øster Hornum som Andedammen, tidligere Svanedammen.[2]
- Syd for Tostrup fandtes Tostrup Mølle fra senest 1569 til midten af 1620-erne en vandmølle.[1]:10-11
- Nord for Tostrup fandtes Tostrup Ny Mølle fra ca. 1710 til et dæmningsbrud i 1738.[1]:12-14
- Hvor åen krydser (Gammel) Nibevej, findes Restrup Vandmølle, som kan føres tilbage til 1783. Møllen var i drift frem til 1978.[1]:14-18
- Nedenfor Store Restrup lå Hestvad Mølle. [b] Møllen kendes med sikkerhed fra 1570, men kan have været der fra tilbage i middelalderen. Til opdæmning har været opført en (nu fredet) 450 m lang dæmning,[c] som nu har en ca. 10 m bred krone ca. 3 m over terræn - den formodes oprindeligt at have været noget højere. Opdæmningen har givet en ca. 61 ha stor sø, som både gav vandkraft til møllen og vand til voldgrav om hovedgården. Omkring 1650 skete et digebrud ved selve møllen, som blev skyllet bort sammen med fire kværnsten. Møllen blev ikke genopført, men formodes erstattet af en vejrmølle.[1]:18-30

I Aalborg drev vandkraften underfaldsmøllen Ny Mølle ved Vesterå fra første halvdel af 1500-tallet til 1897, hvor Vesterå blev tilkastet.:38-42

## Udløb
Hasseris Å har nu udløb til Limfjorden syd for øen Egholm vest for Aalborg. Dette udløb blev etableret ved en gravet kanal i 1897. :31 Forud herfor havde åen i mere end 300 år - siden 1594 - været ledt til Aalborg gennem en gravet syv kilometer lang kanal, for at forøge vandføringen i Vesterå.:33-34 På de høje målebordsblade blev det kombinerede vandløb under et benævnt Vesterå. Tidligere endnu havde åen udløb tæt på den nuværende placering. En grøft og en sognegrænse kunne indikere, at placeringen var knap 800 m vestligere end det nuværende udløb.:32